# Faculdade Metropolitana Londrinense
Faculdade Metropolitana Londrinense (FML), cuja mantenedora era a União Metropolitana de Ensino Paranaense, foi uma instituição de ensino superior de Londrina, PR, Brasil. Desde 2007, sua antiga estrutura administrativa pertence à Kroton, fazendo parte da rede da Faculdade Pitágoras.

## História
O início das suas atividades ocorreu em outubro de 1999.
Nos meses de fevereiro e março de 2001 foram autorizados pelo Conselho Nacional de Educação (CNE) os primeiros cursos de graduação da Metropolitana. As habilitações em Marketing e em Gestão de Negócios Internacionais pertencentes ao curso de Administração, foram autorizadas pela Portaria MEC 423, com conceito B pela comissão de especialistas do Ministério da Educação; o curso de Sistemas de Informação foi autorizado pela Portaria MEC 144, com conceito B; e o curso de Comunicação Social com habilitação em Jornalismo pela Portaria MEC 198, com conceito A.
Em abril e maio do mesmo ano, foram autorizados outros dois cursos, o de Engenharia Elétrica (Telecomunicações) através da Portaria MEC 690, recebendo conceito C e o curso de Direito autorizado pela Portaria MEC 916, com conceito B.
Em 5 de agosto de 2002, a Faculdade passou a ter uma nova Direção, tomando posse a Professora Eda C.B. Machado de Souza, na qualidade de diretora geral, além de ser também a nova participante da entidade mantenedora. Na oportunidade, foi assinado um convênio de cooperação técnica e acadêmica entre a Metropolitana e o Centro de Educação Superior de Brasília (CESB) que permitirá trazer a Londrina a experiência, as inovações e as metodologias de ensino adotadas, com pleno sucesso, em Brasília.
Motivado pela grande aceitação desses cursos, implantados dentro de uma concepção pedagógica inovadora, a Metropolitana está submetendo ao MEC, no início do 2º semestre de 2003, os pedidos de autorização dos cursos/habilitações: Pedagogia, Normal Superior, Turismo, Psicologia e as habilitações de Engenharia de Computação, Publicidade e Propaganda e Gestão de Pessoas e das Organizações, para serem iniciados em 2004.
Em 2007, a rede Kroton adquiriu a UMP, rebatizando para compor o grupo da Faculdade Pitágoras.